# Enoch Showunmi
Enoch Olusesan Showunmi est un footballeur professionnel nigérian et anglais né le 21 avril 1982 à Kilburn, Londres jouant au poste d'attaquant. C'est un ancien joueur international du Nigéria (2 sélections).

## Carrière
- 2003-2006 : Luton Town  Angleterre (110 matchs et 15 buts)
- 2006-2008 : Bristol City  Angleterre (58 matchs et 16 buts)
- 2007-2008 : Sheffield Wednesday  Angleterre (10 matchs)
- 2008-2010 : Leeds United  Angleterre (28 matchs et 6 buts)
- jan. 2009- : Falkirk FC  Écosse (0 match).